# Noosfera
Noosfera este un film românesc din 2011 regizat de Artechil Khetagouri, Ileana Stănculescu.